# Centro Europeo Universitario

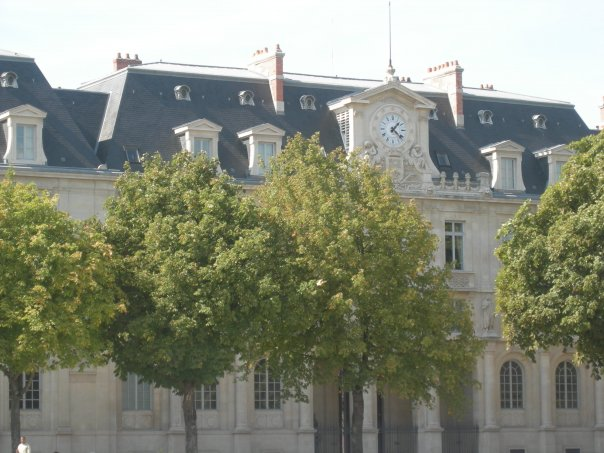
Edificio de la Facultad de Derecho - Centro Europeo

El Centro Europeo Universitario (Centre européen universitaire CEU en francés) es un centro de formación de estudios europeos situado en Nancy (Francia). Dicha ciudad se halla en la Región de Lorena, transfronteriza con los países de Alemania, Bélgica y Luxemburgo; y con la región francesa de Alsacia.
Creado en 1950, en 2000, el CEU celebró su 50 aniversario y en 2010, coincidiendo con su 60 aniversario, celebró los 50 años de la Asociación de Antiguos Alumnos del CEU (“Association des anciens du CEU” en francés, “Alumni CEU” en inglés), que se ha convertido en el principal motor del centro.
Nancy se encuentra en el corazón de las cuatro capitales europeas: a 301 km de Fráncfort del Meno, a 156 km de Estrasburgo, a 327 km de Bruselas y a 155 km de la ciudad de Luxemburgo. Nancy está comunicada por la línea de tren de alta velocidad “LGV Est”, que la conecta con París en 1h30 y con Estrasburgo en 1h. Además, dado que la ciudad y su área de influencia cuentan con 260.000 habitantes, de los cuales 40.000 son estudiantes universitarios, Nancy se convierte en la 5ª ciudad universitaria de Francia.[cita requerida]

## Historia
El Centro Europeo fue creado en 1950 por personalidades del mundo académico y gracias al apoyo de personalidades políticas con un objetivo claro: recibir en el corazón de Europa a estudiantes de todo el continente, pero especialmente a aquellos de la Europa del otro lado del Telón de Acero. Posteriormente, a medida que las Comunidades Europeas se fueron convirtiendo en lo que hoy es la Unión Europea, el Centro Europeo se ha convertido en un organismo de una alta reputación. Actualmente, ofrece formación especializada en temas europeos que tienen a ver con el derecho de la construcción europea, la gestión financiera, la comunicación estratégica, las colectividades territoriales y el contencioso comunitario (derecho judicial ante las instancias jurisdiccionales de la Unión Europea).

## Formación
Las clases de cursos y seminarios son ofrecidas por profesores de universidades tanto francesas como extranjeras; altos funcionarios de la Unión Europea y del Consejo de Europa; y por profesionales especialistas en derecho, gestión, comunicación y economía. Además, el Centro Europeo dispone de un centro oficial de información europea: el Centro de Documentación Europea.
Desde su origen, el Centro Europeo ha acogido en torno a 3.500 estudiantes de más de un centenar de nacionalidades diferentes. Cada año, la mitad de ellos son estudiantes franceses y la otra mitad proceden del resto de países europeos y del mundo. Esta vocación internacional le ha permitido formar a futuros comisarios, ministros, economistas, comunicadores, juristas, administrativos y profesores del panorama europeo.